# Mercury (czasopismo)
Mercury – dwutygodnik naukowy traktujący o tematyce astronomicznej. Wydawany jest przez Towarzystwo Astronomiczne Pacyfiku od 1972 roku.